# آن اسکات
آن اسکات (به فرانسوی: Ann Scott) نویسنده قرن بیستم میلادی اهل فرانسه است.